# پرسی لی بارون اسپنسر
پرسی لی بارون اسپنسر (به انگلیسی: Percy Lebaron Spencer) روز ۱۹ ژوئیه سال ۱۸۹۴ در شهر هولند ایالت مین آمریکا متولد شد و در ۸ سپتامبر ۱۹۷۰ در سن ۷۶ سالگی دیده از جهان فرو بست.

## شرح زندگی
زمانی که پرسی فقط سه سال داشت پدرش از دنیا رفت و پس از مدتی مادرش نیز او را ترک کرد و پرسی نزد عموی خود ماند. او حتی تحصیلات ابتدایی را نگذراند. او تا زمانی که در سال ۱۹۱۲ بعنوان متصدی تلگراف بی سیم در نیروی هوایی شروع به کار کند در کارگاههای صنعتی کار می‌کرد. او در سال ۱۹۲۰ به شرکت ریتیون Raytheon company ملحق گردید.
پرسی لی بارون اسپنسر که مهندسی خودآموخته بود مخترع دستگاه مایکروویو است. او نخستین بار در طول پروژه تحقیقاتی درباره رادار در سال ۱۹۴۱ متوجه نکته عجیبی شد. او داشت یک لوله خلاء جدید به نام مگنترون را آزمایش می‌کرد که متوجه شد که شکلات درون جیبش آب شده. این اتفاق بر ای دکتر اسپنسر جالب بود و تصمیم گرفت آزمایش دیگری انجام بدهد. این بار دانه‌های ذرت را نزدیک لوله گذاشت و دید که ذرت‌های خشک می‌ترکند و تبدیل به پاپ کورن می‌شوند. او نتیجه گرفت آب شدن شکلات و پخته شدن ذرت‌ها هر دو ناشی از بودن در معرض انرژی کم چگالی ماکروویو است. اسپنسر آزمایش با سایر مواد غذایی را بر همین اساس ادامه داد چون فکر می‌کرد اگر ذرت این قدر زود پخته می‌شود چرا سایر مواد غذایی این طور نباشند. بعدها او جعبه‌ای فلز ی همراه با در درست کرد که انرژی که وارد جعبه می‌شد نمی‌توانست خارج شود و میدان الکترو مغناطیس با چگالی بالاتر ایجاد می‌کرد. هنگامی که غذا را در جعبه می‌گذاشت و انرژی مایکروویو را به آن می‌تاباند دمای ماده غذایی سریع بالا می‌رفت. آن موقع بود که اسپنسر چیزی را اختراع کرد که بعدها دستگاه مایکروویو نامیده شد.